# Psychedelic Mango
 (juin 2015).
Si vous disposez d'ouvrages ou d'articles de référence ou si vous connaissez des sites web de qualité traitant du thème abordé ici, merci de compléter l'article en donnant les références utiles à sa vérifiabilité et en les liant à la section « Notes et références ».
Psychedelic Mango est le premier album studio du groupe de rock psychédélique australien, Pond. Il sort le 9 janvier 2009 sur le label Badminton Bandit à seulement 500 exemplaires et une nouvelle fois en 2010 de manière digitale avec deux titres bonus. Selon le livret de l'album, il a été enregistré par Nick Allbrook, Jay Watson et Joseph Ryan dans la maison des parents de Nick, sur leur 8-pistes.

## Liste des titres
Toutes les chansons sont écrites et composées par Pond.
| Psychedelic Mango | Psychedelic Mango                                                                                               | Psychedelic Mango | Psychedelic Mango | Psychedelic Mango | Psychedelic Mango | Psychedelic Mango | Psychedelic Mango | Psychedelic Mango | Psychedelic Mango |
| No                | Titre | Durée             |                   |                   |                   |                   |                   |                   |                   |
| ----------------- | --- | ----------------- | ----------------- | ----------------- | ----------------- | ----------------- | ----------------- | ----------------- | ----------------- |
| 1.                | That Is How We Came                                                                                             | 6:01              |                   |                   |                   |                   |                   |                   |                   |
| 2.                | Psychedelic Mango Vision                                                                                        | 4:53              |                   |                   |                   |                   |                   |                   |                   |
| 3.                | Gringolet's Drunken Baggage                                                                                     | 7:10              |                   |                   |                   |                   |                   |                   |                   |
| 4.                | Sweeping My Mind Tunnel                                                                                         | 1:34              |                   |                   |                   |                   |                   |                   |                   |
| 5.                | Don't Look At The Sun Or You'll Go Blind                                                                        | 2:54              |                   |                   |                   |                   |                   |                   |                   |
| 6.                | Mick Manmoose                                                                                                   | 5:34              |                   |                   |                   |                   |                   |                   |                   |
| 7.                | Paisley Adams                                                                                                   | 3:52              |                   |                   |                   |                   |                   |                   |                   |
| 8.                | Bees | 9:12              |                   |                   |                   |                   |                   |                   |                   |
| 9.                | Don't Look At The Sun Or You'll Go Blind (Live at John Curtin Band Room, Melbourne, 2010) (iTunes bonus track†) | 3:31              |                   |                   |                   |                   |                   |                   |                   |
| 10.               | Mick Manmoose (Live At Mojos, Fremantle, 2009) (iTunes bonus track†)                                            | 4:18              |                   |                   |                   |                   |                   |                   |                   |
| 48:21             | |                   |                   |                   |                   |                   |                   |                   |                   |